# San Diego di Alcalà presenta il figlio di Juan de Herrera a Gesù
 San Diego di Alcalà presenta il figlio di Juan de Herrera a Gesù è un dipinto di Annibale Carracci datato al 1606 circa, collocato in una cappella della chiesa di Santa Maria in Monserrato degli Spagnoli, a Roma.

## Storia
La tavola venne realizzata come pala d'altare della cappella familiare del banchiere spagnolo Juan Enriquez de Herrera (1539-1610), sita nella chiesa romana di San Giacomo degli Spagnoli, al tempo chiesa della Nazione Spagnola a Roma. 
Oltre alla pala, l'Herrera commissionò ad Annibale Carracci, la decorazione dell'intera cappella che venne realizzata ad affresco, su disegni del maestro, dai suoi allievi. Parteciparono all'impresa, sotto la guida di Annibale: Francesco Albani, Sisto Badalocchio, Giovanni Lanfranco e il Domenichino.
La cappella venne realizzata (l'avvio dei lavori data al 1602) come ex voto per la guarigione di uno dei figli di Juan Enriquez de Herrera, chiamato Diego come il santo cui essa fu dedicata, cioè  san Diego di Alcalà. 
Successivamente, la chiesa di San Giacomo venne abbandonata dagli spagnoli residenti a Roma a vantaggio della chiesa di Santa Maria in Monserrato. In tale occasione, molti degli arredi della prima chiesa spagnola romana furono trasferiti nella nuova sede cultuale, sorte che toccò anche alla pala di Annibale. 
Nell'Ottocento, gli affreschi della cappella Herrara vennero strappati e sono suddivisi tra il Museu nacional d'art de Catalunya, a Barcellona, e il Museo del Prado, a Madrid. 
La pala della Cappella Herrera è probabilmente l'ultima opera pubblica di Annibale Carracci. 

## Dibattito critico sulla piena autografia dell'opera

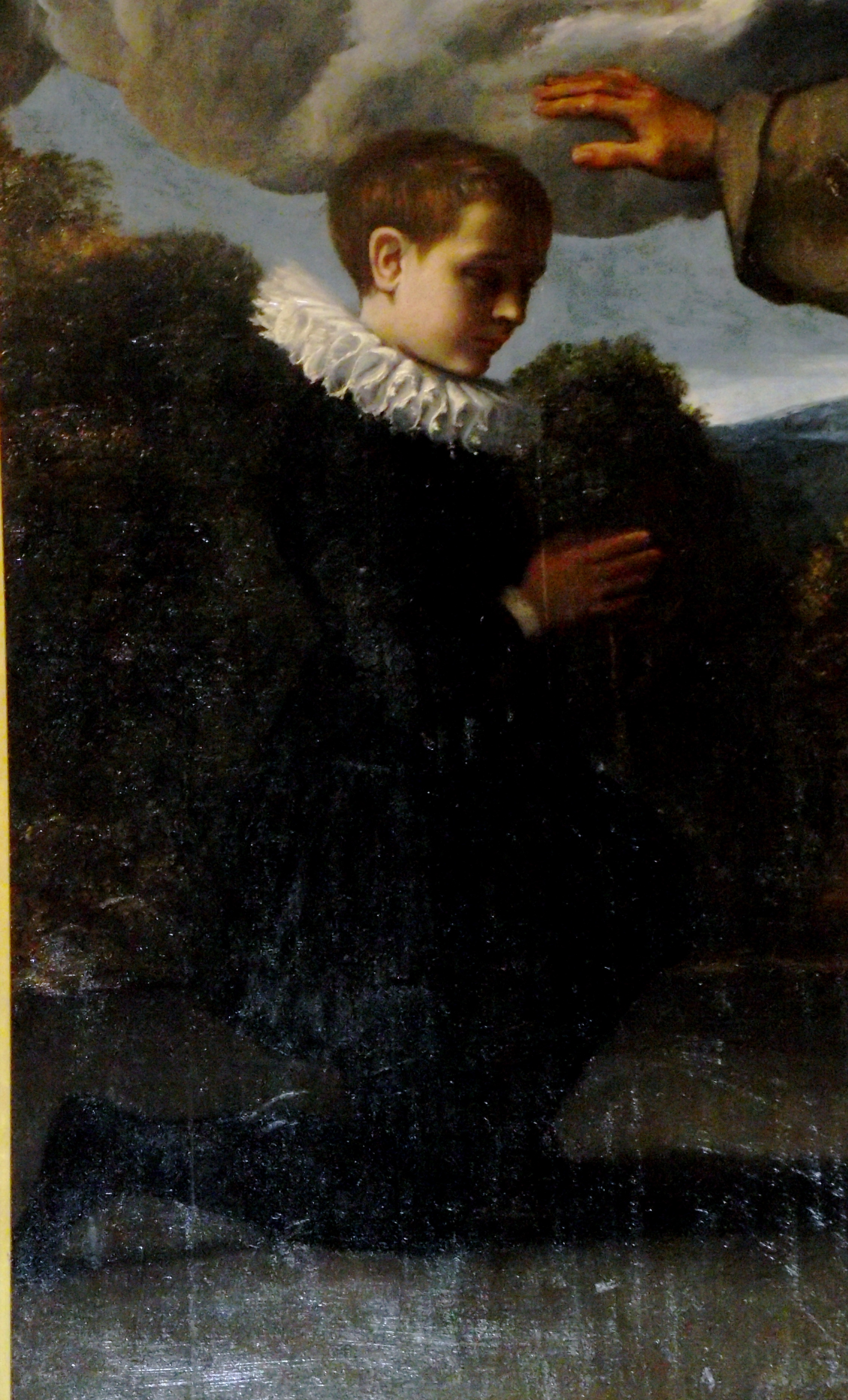
Dettaglio: il ritratto di Diego de Herrara

Le fonti antiche (tra gli altri il Mancini e il Bellori), mentre attestano l'ampio intervento degli allievi nell'esecuzione degli affreschi, sono concordi nel dire che la pala è autografa.
La storiografia della seconda metà del Novecento ha invece avanzato molti dubbi sulla piena paternità carraccesca del dipinto, fondati innanzitutto sulla percepibile differenza stilistica tra la parte alta del quadro (il Cristo in gloria tra angeli) e quella bassa (il santo, il bambino e il paesaggio di sfondo) e poi sulla circostanza che, negli anni di presumibile realizzazione del dipinto, Annibale era già affetto dalla patologia che lì a pochi anni lo condurrà alla morte, periodo in cui il maestro bolognese è sempre meno attivo. Proprio l'ampia delega data agli allievi per la decorazione parietale della cappella Herrera sarebbe la dimostrazione della sostanziale inoperosità del più giovane dei Carracci durante la sua infermità, situazione ritenuta poco compatibile con la personale realizzazione di una grande pala d'altare. 
In ogni caso, salvo posizioni estreme che ritengono la tavola puramente e semplicemente opera di bottega, anche le posizioni critiche che vi vedono il contributo degli aiuti accettano comunque l'attribuzione ad Annibale di alcune parti della composizione. In particolare, vi è sostanziale accordo sul fatto che almeno la figura del piccolo Diego de Herrera – bellissimo ritratto di fanciullo, plausibilmente realizzato dal vero – sia frutto del pennello di Annibale.

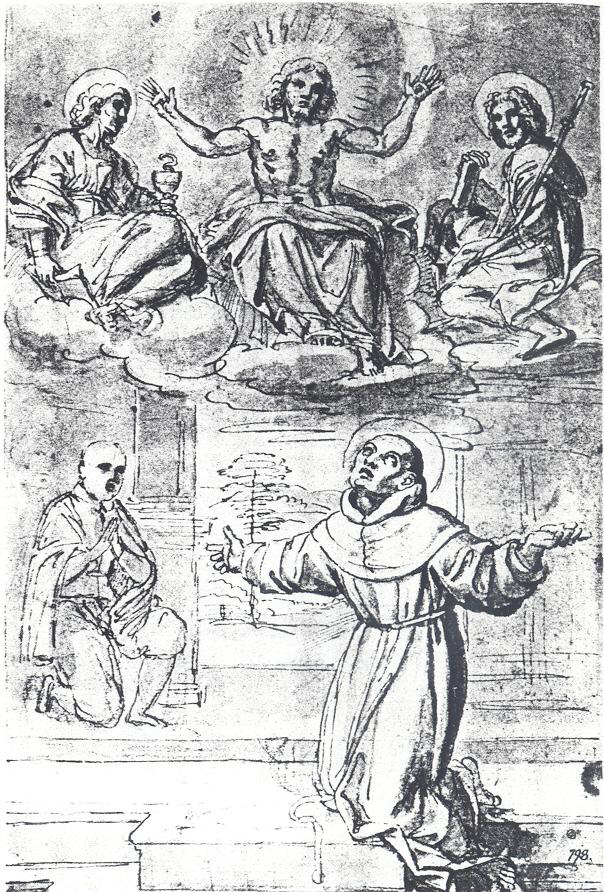
Il disegno preparatorio, Stoccolma, Nationalmuseum

Più in generale vi è una certa propensione a riconoscere la mano del maestro nel registro inferiore, anche in considerazione dell'alto livello stilistico del paesaggio e dell'efficacia della figura di san Diego. 
In ordine al registro superiore, invece, la critica maggioritaria esclude l'intervento di Annibale, attribuendolo ora all'uno ora all'altro degli allievi coinvolti nella decorazione dei muri della cappella, ovvero scorgendovi il simultaneo contributo di più di uno di essi.
Da ultimo, tuttavia, l'intera composizione è stata riportata con decisione al Carracci, giustificando la differenza tra i due registri ravvisandovi, nella parte alta, un'esecuzione di tipo accademico – che si è avvalsa anche di modelli già sperimentati nella produzione del Carracci – e, nella parte inferiore, una trattazione realistica.
Anche la circostanza che gli affreschi della cappella siano stati realizzati dagli allievi, si presta ad una duplice lettura in ordine all'autografia della tavola d'altare. Infatti, se la posizione maggioritaria scorge in questa circostanza la conferma della scarsa attività di Annibale, che lascia presumere l'intervento della bottega anche nella pala, altra lettura osserva che la sostanziale estraneità del maestro all'esecuzione delle pitture murali potrebbe, viceversa, essere un elemento a favore dell'autografia della tavola. Infatti, il committente Jaun de Herrera, prese molto male la notizia che sui muri della sua cappella Annibale ci stesse poco o niente e difatti, per questa ragione, inizialmente rifiutò il pagamento degli anticipi pattuiti e minacciò una causa. L'esecuzione della pala d'altare interamente da parte del maestro potrebbe essere stata, allora, una “riparazione” da parte di Annibale a fronte delle energiche rimostranze del suo committente.
Il dibattito sull'autografia della pala è ulteriormente alimentato dai dubbi sulla spettanza del bel disegno preparatorio conservato a Stoccolma, che per parte della critica è da riferirsi a Francesco Albani.

## Descrizione e stile

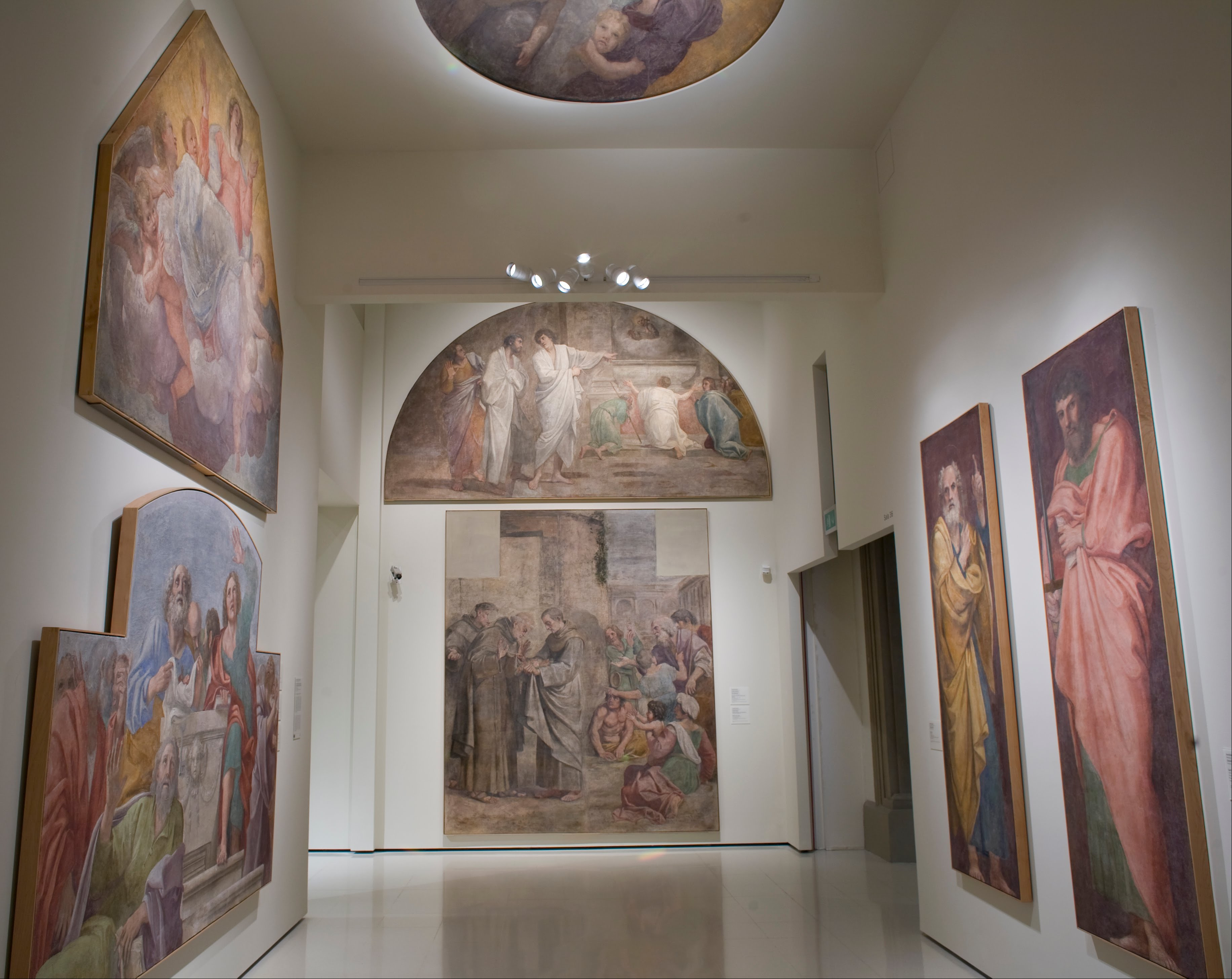
Annibale Carracci e bottega, Affreschi della Cappella Herrera, 1605-1606, MNAC, Barcellona

Nel registro superiore compare il Cristo in gloria assiso su una nuvola sorretta da cherubini. Ai lati due angeli oranti inquadrano la scena della parte alta della tavola che si staglia su un antichizzante fondale dorato, allusivo alla dimensione ultraterrena dell'apparizione.
Nel registro inferiore, San Diego, in saio francescano e in posizione scorciata, muove la sua mano destra verso il capo del piccolo Diego de Herrera, raccolto in preghiera, raccomandandolo al Signore mentre con la mano sinistra mostra un crocifisso all'osservatore.  
Il registro inferiore è unanimemente ritenuto la parte qualitativamente più elevata dell'opera sia per ciò che concerne la figura di Diego de Herrera, notevole saggio dell'abilità di ritrattista del Carracci – cui anche le posizioni più dubbiose sulla piena paternità dell'opera assegnano almeno il ritratto del fanciullo – sia riguardo all'ampio paesaggio su cui la scena della parte bassa del dipinto si apre. 
La disposizione su due registri verticali è una modalità compositiva già usata in altre occasioni da Annibale Carracci come ad esempio nell'Incoronazione della Vergine (circa 1600) realizzata per Pietro Aldobrandini o nel Cristo in gloria con santi (circa 1597), eseguito per Odoardo Farnese.
Si tratta di un tipo di composizione che rimanda alla raffaellesca Disputa del Sacramento.